# Dithionate
L'anion dithionate, de formule brute S2O62−, est un oxoanion de soufre dérivant de l'acide dithionique H2S2O6. Sa formule chimique est parfois écrite de manière semidéveloppée O3SSO32− afin d'en souligner la structure.
Les atomes de soufre de l'ion dithionate sont dans l'état d'oxydation +5 du fait de la liaison S–S. Les dithionates forment le plus souvent des composés stables qui ne sont pas facilement oxydés ni réduits. Les oxydants forts les oxydent en sulfates SO42− tandis que les réducteurs forts les réduisent en sulfites SO32− et en dithionites S2O42−. Les solutions aqueuses de dithionate sont stables et peuvent être portées à ébullition sans subir de décomposition.
Les cristaux de dithionates exposés aux rayons γ libèrent des ions radicaux SO3−. Les électrons non appariés de l'espèce SO3− peuvent être détectés par résonance paramagnétique électronique et le dithionate de baryum BaS2O6 a été proposé pour la réalisation de dosimètres.

## Composés
Parmi les composés de l'ion dithionate se trouvent notamment :
- le dithionate de sodium Na2S2O6
- le dithionate de potassium K2S2O6
- le dithionate de baryum BaS2O6